# Coblença (Suïssa)
Coblença (en alemany Köblenz) és un municipi de Suïssa que pertany al cantó d'Argòvia, districte de Zurzach.
Està situat al nord del país, separada d'Alemanya pel Rin. Te una extensió de 4.080 km² i una població de 1.759 habitants segons cens de 2023.
El nom deriva del mot llatí 'confluentia'. Coblença està enfront de Waldshut a l'estat alemany de Baden-Württemberg on el riu Aar desguassa al Rin.

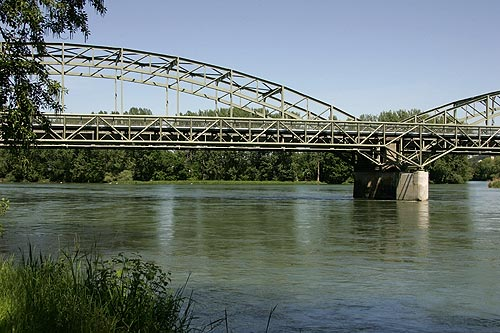
Confluència de l'Aar i el Rin